# Хертервиг, Ларс

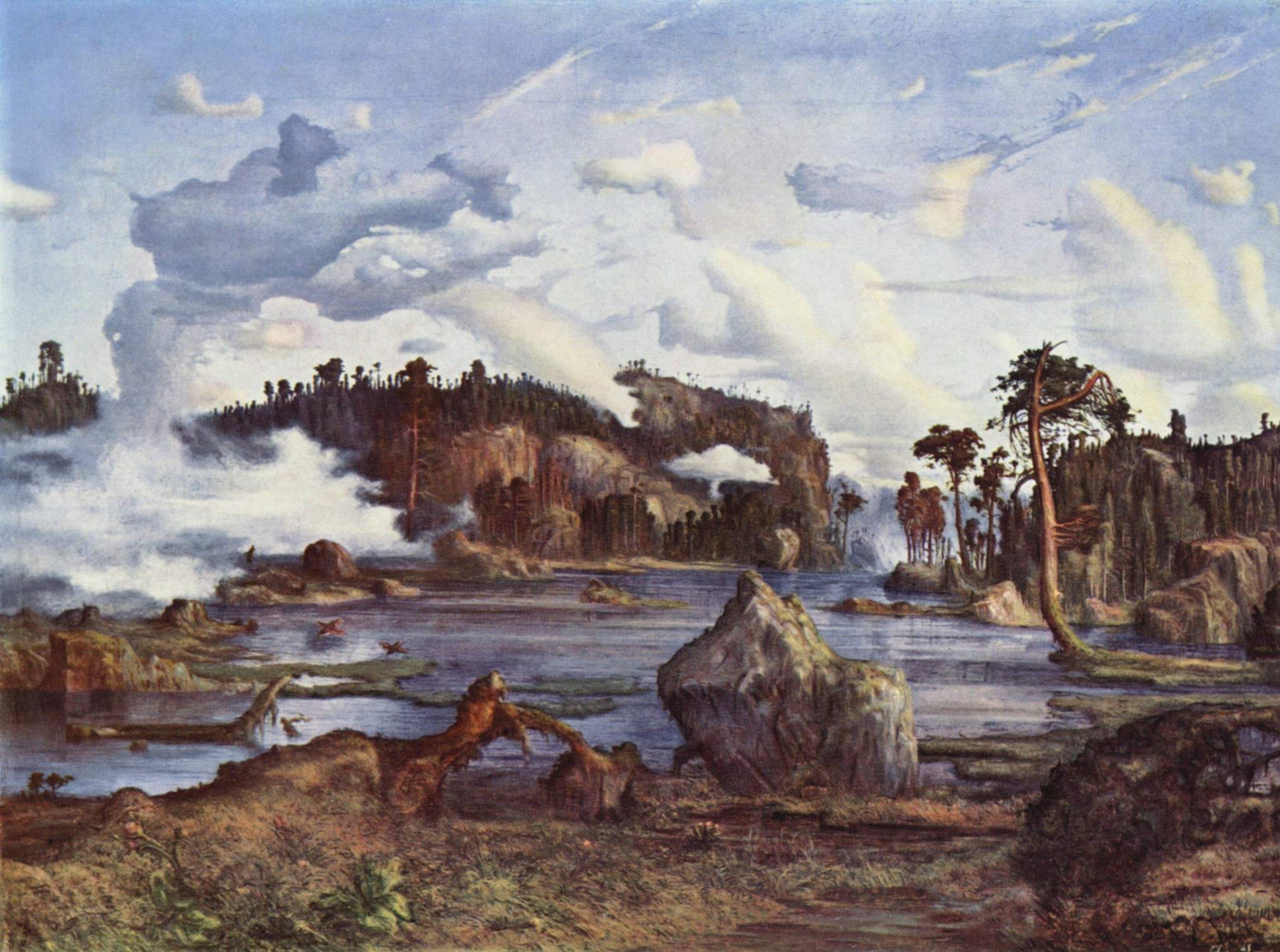
Лесное озеро (1865). Национальный музей искусства, архитектуры и дизайна, Осло

Ларс Хертервиг (норв. Lars Hertervig, 16 февраля 1830, Тюсвер, Ругаланн — 6 января 1902, Ставангер) — норвежский художник, мастер фантастического пейзажа. В Норвегии его называют «Lysets maler» — художник света. Наиболее известны его полувоображаемые пейзажи области Рюфюльке.
В 1852 году Хертервиг начал учиться в Дюссельдорфской академии художеств у Ханса Гуде. Через два года у него начали появляться явные признаки шизофрении, и он вынужден был оставить академию и вернуться в Норвегию, в окрестности Ставангера. В дальнейшем он всю жизнь страдал от душевных болезней. Лечение на Средиземном море, которое он предпринял, не помогло, и в октябре 1856 года он был принят в психиатрическую клинику Гаустад в Осло. Лечение также оказалось неудачным, и последние 30 лет своей жизни он жил практически в нищете, ему не хватало денег даже на холсты, так что он вынужден был работать с гуашью и акварелью. В некоторых работах он даже наклеивал бумагу в несколько слоёв, имитируя холст. Художник умер в доме призрения в Ставангере. При жизни он был практически неизвестен. Первая большая выставка с участием его работ прошла в 1914 году, через 12 лет после его смерти.
Пейзажи Хертервига используют реальные виды около Ставангера, с фьордами, скалами и соснами. Однако скалы и деревья в его пейзажах принимают фантастические очертания, особенно после 1860-х годов. Скалы и облака часто очень хорошо прорисованы, для пейзажей характерно голубое небо.
Хертервигу посвящён роман норвежского писателя Юна Фоссе «Меланхолия» (Melancholia I, 1995).
В Ставангере сохранился дом художника, в его честь названы улица и площадь.